# Turc mécanique
Vous lisez un « bon article » labellisé en 2016.

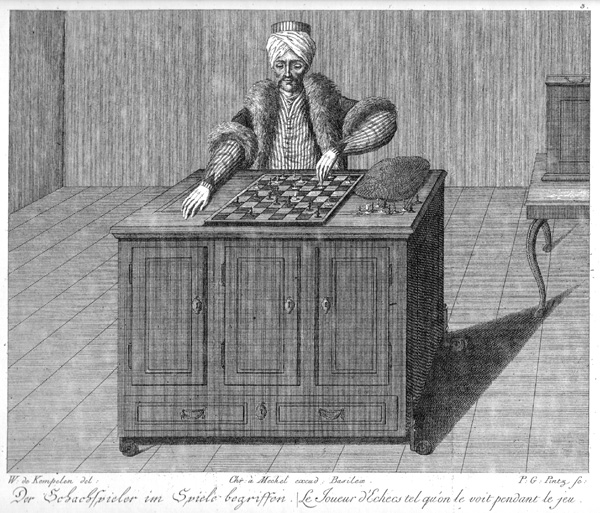
Le Turc mécanique, gravure de Karl Gottlieb von Windisch dans le livre de 1783, Raison inanimée.

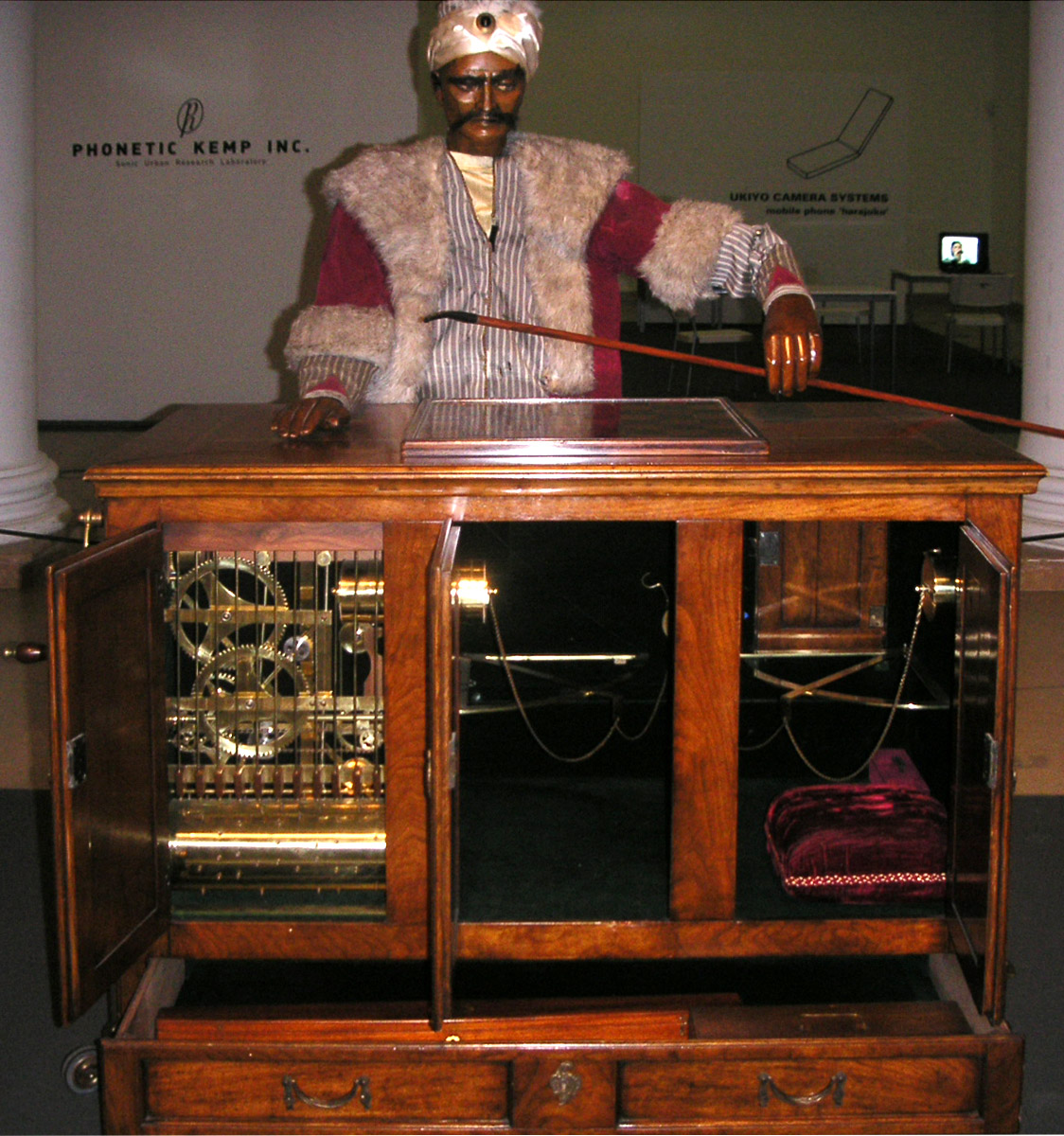
Reconstruction moderne du Turc mécanique.

Le Turc mécanique ou l’automate joueur d'échecs est une célèbre mystification construite à la fin du XVIIIe siècle : il s’agissait d'un prétendu automate doté de la faculté de jouer aux échecs. Il a été partiellement détruit dans un incendie. De nos jours, une réplique a été créée : elle est contrôlée par un logiciel et joue réellement seule aux échecs.
Construit et dévoilé pour la première fois en 1770 par Johann Wolfgang von Kempelen, le mécanisme semblait capable de jouer contre un adversaire humain, ainsi que de résoudre le problème du cavalier, un casse-tête qui exige de déplacer un cavalier afin d'occuper une seule fois chaque case de l'échiquier. De 1770 jusqu'à sa destruction en 1854, il a été exposé par différents propriétaires en tant qu'automate, bien que le canular ait été expliqué, après bien des soupçons, au début des années 1820. Extérieurement, il avait l’apparence d'un mannequin habillé d’une cape et d’un turban assis derrière un meuble d’érable qui possédait des portes révélant une mécanique et des engrenages internes qui s'animaient lors de son activation.
Ce mécanisme n'était qu'une illusion permettant de masquer la profondeur réelle du meuble. Celui-ci possédait un autre compartiment secret dans lequel un joueur humain pouvait se glisser, et manipuler le mannequin, comme un marionnettiste, sans être vu. L'automate était alors capable de jouer une partie d'échecs contre un adversaire humain. Grâce au talent des joueurs cachés, le Turc mécanique remporta la plupart des parties d'échecs auxquelles il participa en Europe et en Amérique durant près de 84 ans, y compris contre certains hommes d'État tels que Napoléon Bonaparte, Catherine II de Russie et Benjamin Franklin.

## Histoire

### Origines

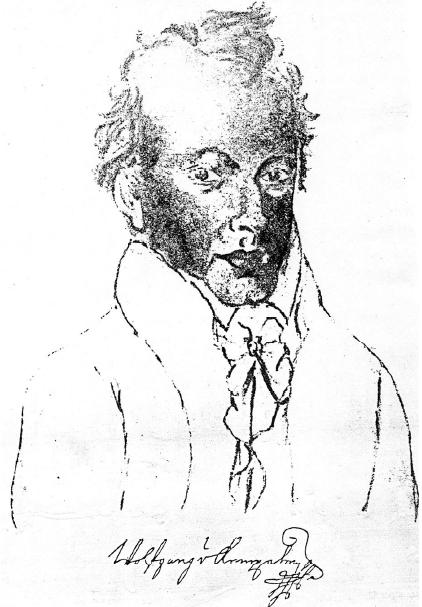
Autoportrait de Kempelen, constructeur du Turc mécanique.

Wolfgang von Kempelen eut l'idée de construire son Turc mécanique après avoir assisté à un spectacle de magie de François Pelletier à la cour de l'Impératrice d'Autriche Marie-Thérèse, au château de Schönbrunn. Après le spectacle, l'impératrice demande à von Kempelen de lui expliquer le tour, mais il n'y parvient pas. Vexé, l'ingénieur promet à l'impératrice de revenir au château avec une invention dépassant la magie de l'illusionniste,.

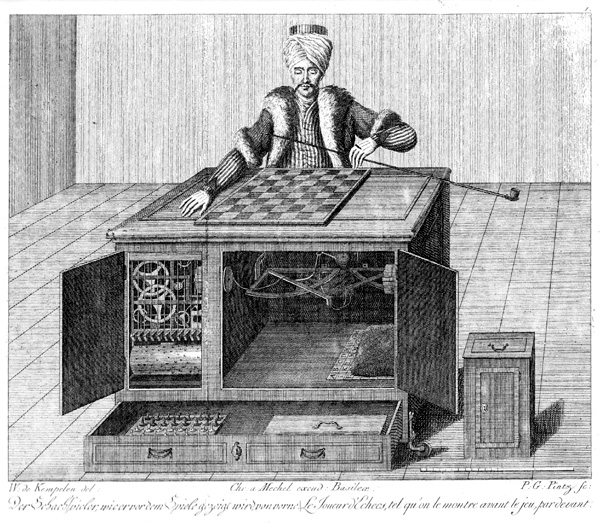
Gravure sur cuivre du Turc mécanique, montrant les portes ouvertes et le mécanisme. L'échelle en bas à droite de l'image permet de déterminer les dimensions de l'automate. Cette estampe est légendée : W. de Kempelen del, à gauche J. G. Pintz fec, à droite. Cela signifie : W. de Kempelen a dessiné (le sujet) et J. G. Pintz a fait (cette estampe).

Le résultat de ce défi est l'« Automate joueur d'échecs »,, connu par la suite sous le nom de « Turc mécanique » ou plus simplement « Turc ». La machine est composée d'un mannequin à taille humaine constitué d'une tête et d'un torse, avec des yeux gris et une barbe noire, portant une robe à la turque et un turban. Il s'agit, selon le journaliste et auteur de l'époque Tom Standage du « costume traditionnel d'un magicien ou d'un sorcier oriental ». Son bras gauche tient une longue pipe, le droit reposant sur le haut d'un large meuble, lequel mesure environ 110 cm de long, 60 cm de large et 75 cm de haut. Sur le meuble est placé un échiquier d'environ 50 cm de côté. L'avant du meuble comporte trois portes, une ouverture, et un tiroir pouvant être ouvert pour révéler un jeu d'échecs rouge et blanc en ivoire.

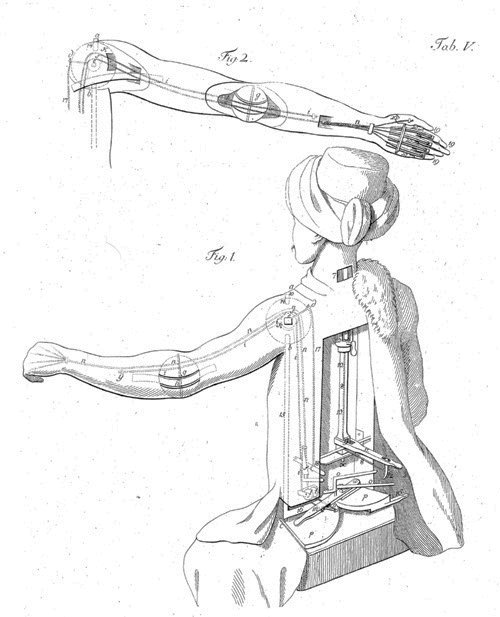
Illustration du fonctionnement du Turc : les différentes parties étaient actionnées par un opérateur humain via un mécanisme. Cette illustration inexacte, basée sur les calculs de Racknitz, montre un agencement impossible compte tenu des dimensions réelles de l'automate.

L'intérieur de la machine, très complexe, est conçu pour tromper les observateurs. Une fois ouvertes sur la gauche, les portes du meuble révèlent de nombreux engrenages similaires au mécanisme d'une horloge. Cette partie est conçue de telle manière qu'en ouvrant aussi les portes arrière du meuble, le spectateur voit à travers la machine. L'autre côté du meuble dépourvu de mécanismes, contient un coussin rouge et des parties amovibles, ainsi que des structures de cuivre. Cette partie est également conçue pour permettre de voir clairement à travers la machine. Sous les robes du mannequin, deux autres portes sont cachées. Cette conception permet à celui présentant  l'automate d'ouvrir toutes les portes au public pour créer l'illusion.
En fait, ni les mécanismes d'horlogerie sur la gauche de la machine, ni le tiroir contenant le jeu d'échecs ne s'étendent jusqu'au fond du meuble ; ils n'en prennent que le tiers. Un siège coulissant également installé à l'intérieur du meuble permet à l'opérateur de la machine de glisser d'un côté à l'autre du meuble pendant que le présentateur ouvre et ferme les portes. Le coulissement du siège déplace également la fausse machinerie pour qu'elle cache l'opérateur.
L'échiquier placé sur le meuble est assez fin pour permettre sa magnétisation. Chaque pièce du jeu possède un aimant petit et puissant sur sa base, et lorsqu'elles sont placées sur l'échiquier, les pièces attirent un autre aimant relié à une ficelle sous leur emplacement sur l'échiquier. Ainsi, l'opérateur à l'intérieur pouvait voir les mouvements des pièces sur l'échiquier. Le dessous de l'échiquier est numéroté de 1 à 64 pour permettre à l'opérateur de voir quels emplacements sont concernés par les coups du joueur. Les aimants de l'automate sont placés de telle manière que les forces magnétiques extérieures ne les influencent pas, et Kempelen invite souvent à placer un grand aimant sur le côté de l'automate, pour faire croire au public que celui-ci n'est pas influencé par les forces magnétiques.
Pour induire plus encore le public en erreur, le Turc mécanique est présenté avec une petite boîte de bois que le présentateur place sur le meuble. Elle ne sera plus utilisée par la suite par Johann Nepomuk Mælzel, mais Kempelen observe souvent l'intérieur de la boîte durant les parties, suggérant ainsi qu'elle contrôle la machine d'une manière ou d'une autre. Certains spectateurs pensaient que la boîte renfermait des forces surnaturelles : Karl Gottlieb von Windisch décrit ainsi, en 1784, qu'« une vieille dame, en particulier, qui n'avait pas oublié les contes qu'on lui avait racontés dans sa jeunesse (…) alla se cacher dans un siège près de la fenêtre, aussi loin que possible de l'esprit mauvais, dont elle croyait dur comme fer qu'il possédait la machine ».

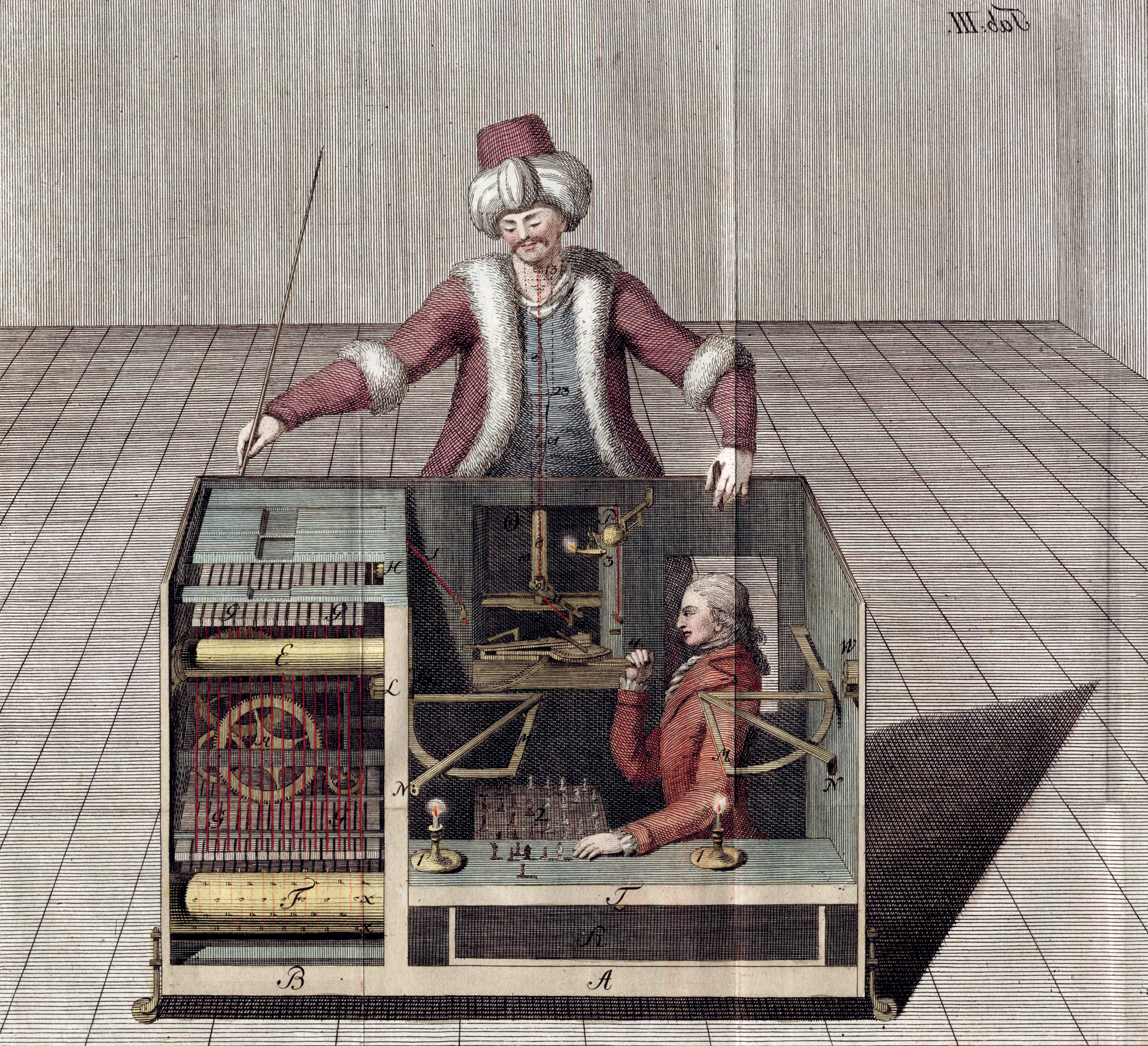
Coupe du Turc mécanique selon Racknitz, avec la position supposée de l'opérateur. Racknitz s'est cependant trompé à la fois sur la position de l'opérateur et sur les dimensions de l'automate.

L'intérieur du Turc mécanique contient également une planche à trous reliée à une série de leviers permettant de contrôler le bras du mannequin. L'opérateur place une pointe reliée à un pantographe sur la planche, ce qui déplace le bras du Turc au-dessus de l'échiquier extérieur. Le mécanisme du bras permet également à l'opérateur de soulever et d'abaisser le bras du mannequin, et en tournant un levier, il pouvait ouvrir et fermer sa main pour saisir les pièces sur l'échiquier. Le tout était visible de l'opérateur grâce à une simple bougie éclairant l'intérieur, et un système de tubes situé dans le mannequin permet son aération. D'autres éléments du mécanisme permettent de faire retentir des bruits d'horlogerie quand le Turc mécanique bouge, afin d'ajouter à l'illusion, et même de faire prendre des expressions au visage du mannequin. Après son acquisition par Mælzel, le Turc mécanique sera doté d'une boîte vocale lui permettant de dire « Échec ! » pendant les parties.
L'opérateur de la machine dispose également d'outils pour l'aider à communiquer avec le présentateur à l'extérieur. Deux disques de cuivre sont placés de chaque côté du meuble à l'intérieur et à l'extérieur de celui-ci. Un axe permet de faire tourner les disques pour présenter un nombre servant de code entre les deux complices.

### Exposition
Kempelen présente pour la première fois le Turc mécanique au palais de Schönbrunn à Vienne. En 1770, environ six mois après le spectacle de Pelletier, il s'adresse à la cour de l'impératrice Marie-Thérèse d'Autriche, présente sa réalisation, fait la démonstration de la machine et de ses composants. À chaque présentation du Turc mécanique, Kempelen commence par ouvrir les portes et le tiroir du meuble pour inviter le public à examiner la machine. Ensuite, il annonce que le Turc est prêt à affronter un adversaire.
Il informe les joueurs volontaires que le Turc mécanique doit utiliser les pièces blanches et prendre le premier tour. Entre deux coups, le Turc garde son bras gauche sur le coussin. Il hoche la tête deux fois s'il menace la dame de son adversaire, et trois fois s'il place le roi en échec. Si l'adversaire joue un coup illégal, le Turc secoue la tête, remet la pièce en place et joue son propre coup, annulant de fait celui de l'adversaire. Louis Dutens, qui observe une démonstration du Turc mécanique, raconte qu'il a tenté de tromper l'automate « en déplaçant ma Dame comme un Cavalier, mais mon adversaire mécanique ne s'en laissait pas imposer ; il prit ma Dame et la replaça sur la case d'où je l'avais déplacée ». Kempelen se déplace à travers la pièce où se déroulent les parties, et invite les spectateurs à approcher des aimants, des objets en fer ou des pierres magnétiques, pour vérifier que la machine n'est pas contrôlée par une forme de magnétisme. Le premier adversaire du Turc mécanique est le comte Johann Ludwig von Cobenzl ; ce dernier et les autres personnes affrontant le Turc dans la journée sont vite vaincus, tandis que les spectateurs remarquent que la machine joue de manière agressive et peut battre ses adversaires en moins de trente minutes.

La solution du problème du cavalier par le Turc mécanique. La boucle permet de commencer à jouer à partir de n'importe quelle case de l'échiquier.

Lors de l'exposition du Turc mécanique, Kempelen lui fait aussi résoudre un célèbre problème d'échecs appelé « problème du cavalier ». Il s'agit de déplacer un cavalier de manière que la pièce parcoure chaque case de l'échiquier une fois. Alors que la plupart des joueurs expérimentés de l'époque réfléchissent encore au problème, le Turc le résout sans aucune difficulté, utilisant en réalité une planche à trous illustrée par la solution du problème, sur laquelle l'opérateur déplace son cavalier.
Le Turc mécanique est également capable de « parler » au public en utilisant une planche ornée de lettres. L'opérateur, dont l'identité est inconnue lors de la présentation du Turc au palais de Schönbrunn, peut le faire en anglais, en français et en allemand. Le mathématicien Carl Friedrich Hindenburg note les conversations du Turc pendant son séjour à Leipzig et il les publie en 1789, sous le titre allemand Über den Schachspieler des Herrn von Kempelen und dessen Nachbildung (Sur le joueur d'échecs de M. von Kempelen et sa réplique). Les questions généralement posées au Turc concernent son âge, son statut marital et ses secrets.

### Tournée en Europe

Quelques-uns des adversaires du Turc mécanique
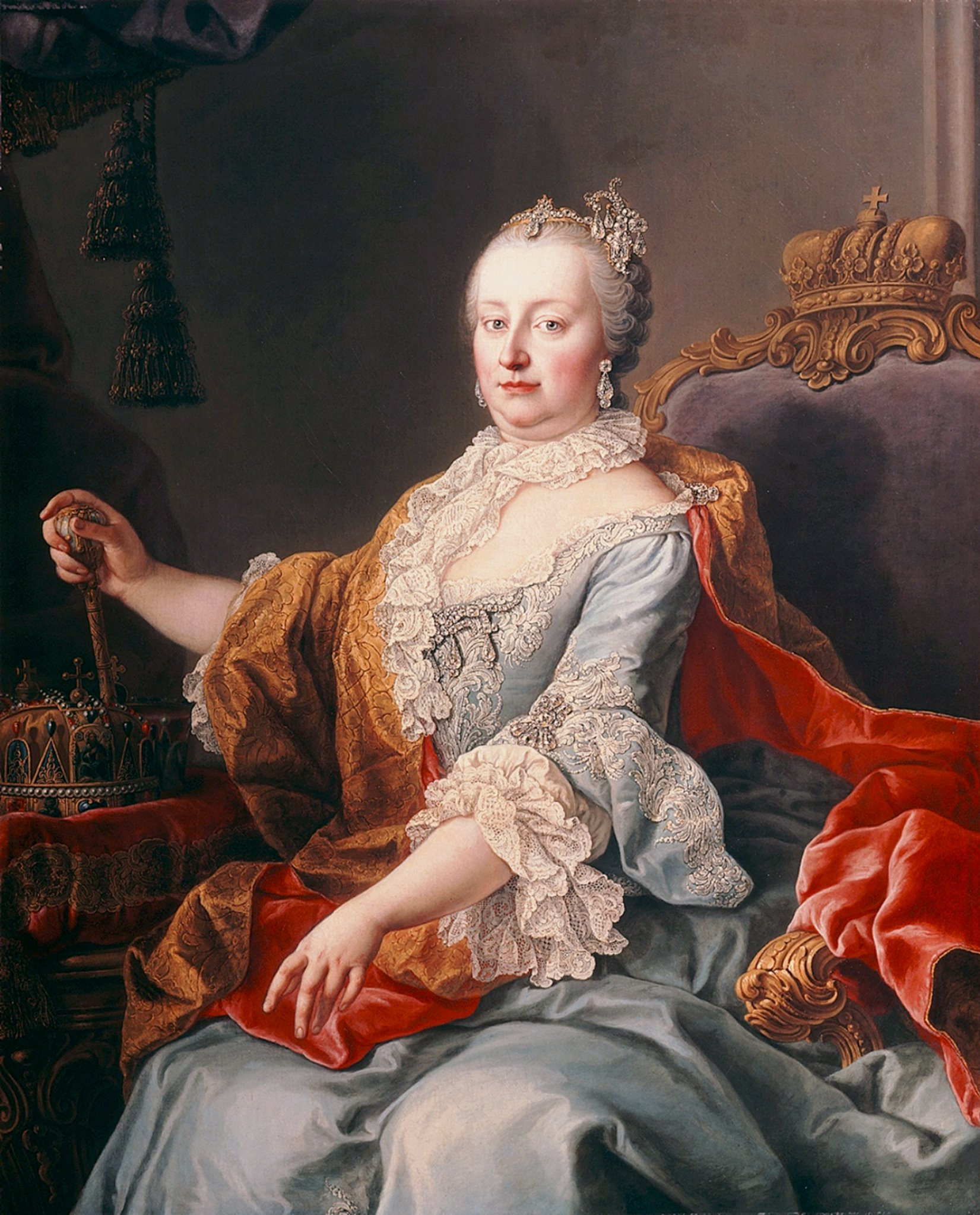
L'impératrice Marie-Thérèse d'Autriche.
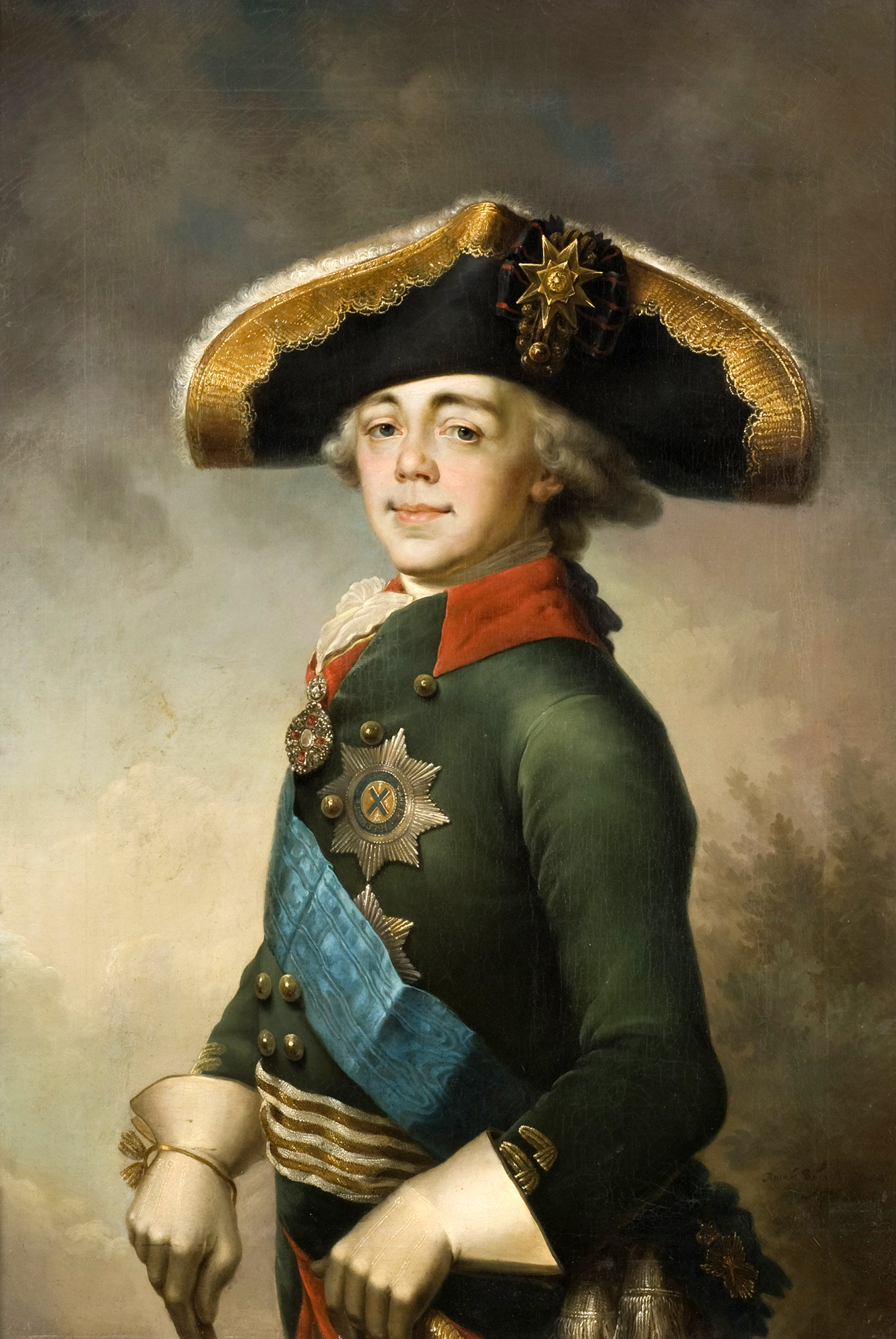
Paul Ier, tsar de Russie.
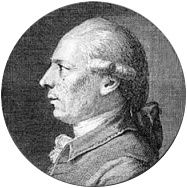
Philidor, réputé meilleur joueur de son temps, gagne une partie contre le Turc en 1793.
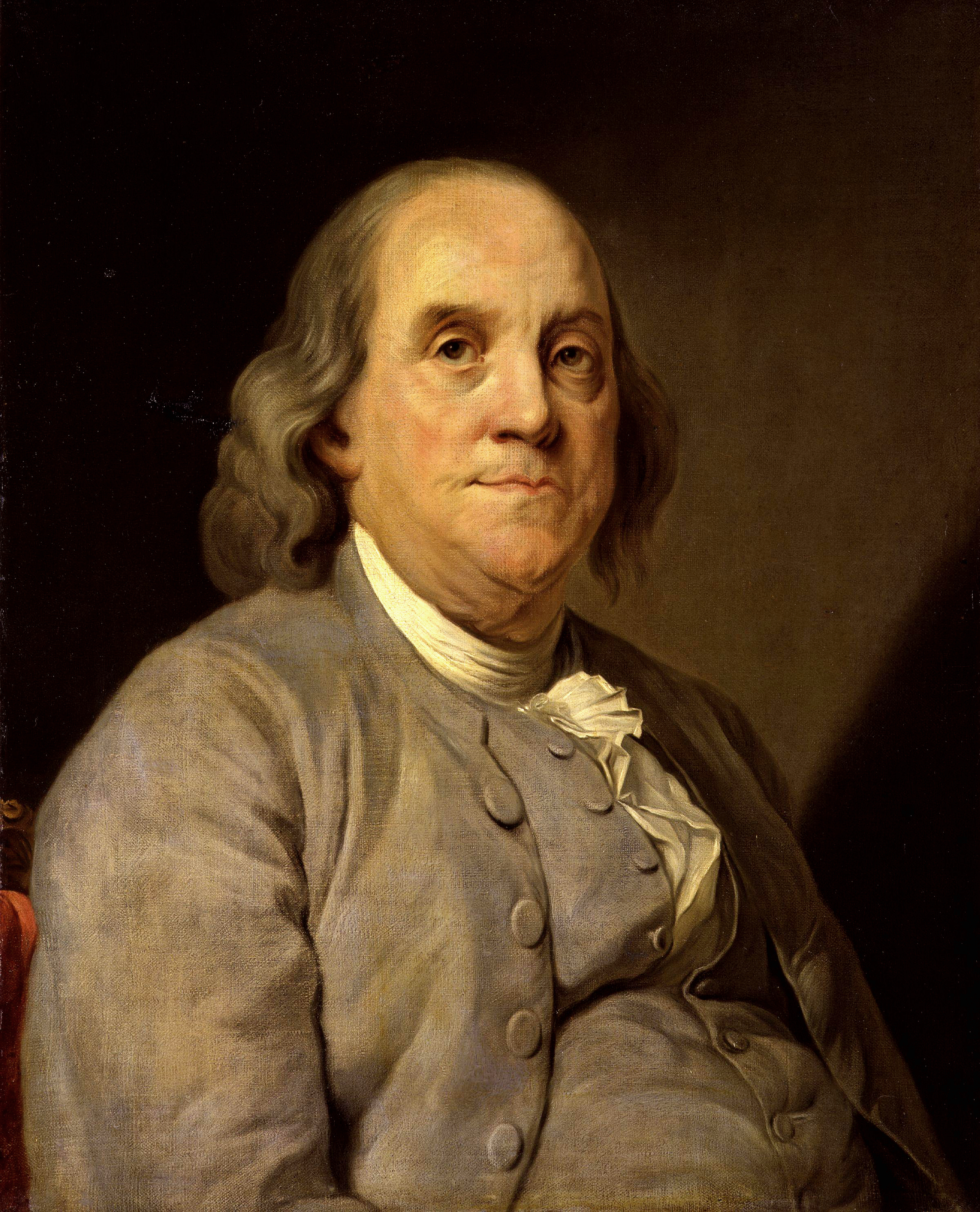
Benjamin Franklin, alors ambassadeur des États-Unis en France.

Les rumeurs sur le Turc mécanique se répandent et il suscite l'intérêt à travers l'Europe entière. Cependant, Kempelen préfère s'intéresser à ses autres projets, et évite d'exposer davantage le Turc, prétendant souvent que la machine est en réparation pour décourager les adversaires potentiels. Karl von Windisch écrit qu'à un moment donné, Kempelen « refuse à ses amis, et à une foule de curieux venus de tous les pays, la satisfaction de voir cette machine si réputée ». Dans la décennie qui suit ses débuts au palais de Schönbrunn, le Turc mécanique ne joue que contre un seul adversaire, l'Écossais Sir Robert Murray Keith, et Kempelen décide de démonter entièrement l'automate après ce match. Selon les contemporains, Kempelen qualifie son invention de « pure bagatelle », et n'est pas content de sa popularité, préférant continuer de travailler sur des moteurs à vapeur ou des machines reproduisant la voix humaine.

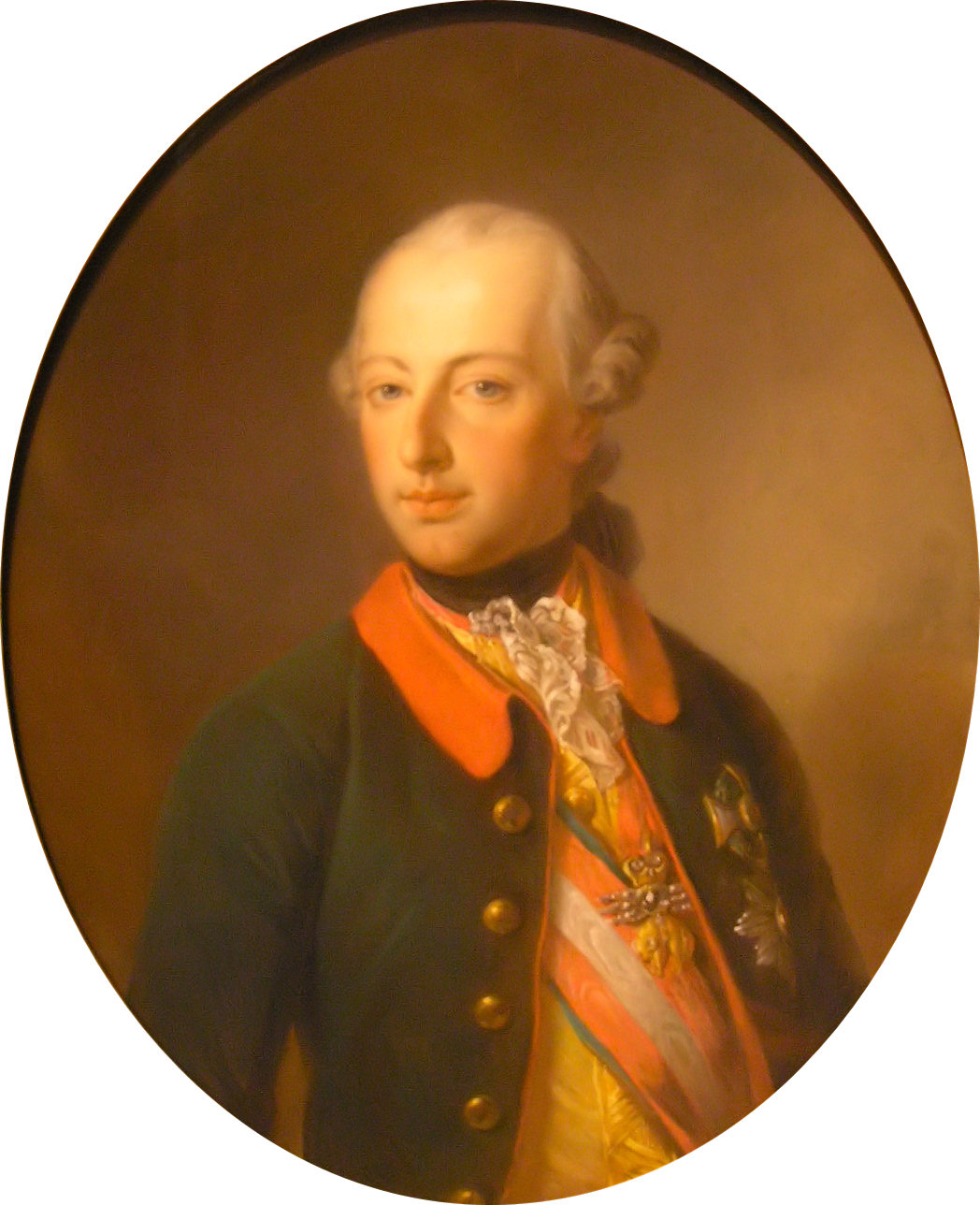
Joseph II ordonne la reconstruction du Turc mécanique en 1781.

En 1781, l'empereur Joseph II du Saint-Empire ordonne à Kempelen de reconstruire son Turc mécanique et de le présenter à Vienne pour la visite du grand-duc Paul de Russie et sa femme Sophie-Dorothée de Wurtemberg. La représentation rencontre un grand succès et le grand-duc demande que le Turc fasse le tour de l'Europe, ce que Kempelen accepte à contrecœur.
Le Turc mécanique commence sa tournée en 1783 en faisant une apparition en France en avril. Il s'arrête d'abord à Versailles puis à Paris, où il perd contre Charles-Godefroy de La Tour d'Auvergne, duc de Bouillon (cette information parait improbable étant donné que le duc de Bouillon est décédé 12 ans plus tôt). Le Turc mécanique est exposé au public de la capitale et joue contre de nombreux adversaires, dont un avocat nommé M. Bernard, qui est également un joueur d'échecs de haut niveau. Installé au Café de la Régence, l'automate joue contre plusieurs des meilleurs joueurs d'échecs, ce qui se termine souvent par la défaite du Turc (par exemple contre les joueurs Bernard et Verdoni), jusqu'à ce qu'une partie soit convenue avec  François-André Danican Philidor, considéré comme le meilleur joueur d'échecs de l'époque. Elle se joue à l'Académie des Sciences. Ce dernier gagne, mais selon son fils, il la décrit comme « sa partie d'échecs la plus fatigante ! ». La dernière partie du Turc mécanique à Paris l'oppose à Benjamin Franklin, qui est alors ambassadeur des États-Unis en France. Selon les contemporains, il apprécie sa partie contre le Turc et s'intéresse à la machine pendant le reste de sa vie, gardant en particulier dans sa bibliothèque un exemplaire d'un livre écrit par Philip Thicknesse, The Speaking Figure and the Automaton Chess Player, Exposed and Detected.
Après Paris, Kempelen expose le Turc mécanique à Londres où il fait payer cinq shillings pour le voir. Philip Thicknesse, connu à son époque comme un sceptique, cherche à révéler les mécanismes secrets de l'automate. Bien qu'il respecte Kempelen comme « un homme très ingénieux », Thicknesse est persuadé que c'est un canular élaboré qui cache un enfant à l'intérieur de la machine, décrivant l'automate comme « un mécanisme d'horlogerie compliqué (…) qui n'est rien d'autre qu'un moyen, parmi d'autres appareils ingénieux, de tromper les observateurs ».
Le Turc mécanique quitte Londres au bout d'un an et part pour Leipzig, en s'arrêtant au passage dans plusieurs grandes villes européennes. De Leipzig, il est envoyé à Dresde, où Joseph Friedrich Freiherr von Racknitz l'examine, et publie ses découvertes dans un livre intitulé Über den Schachspieler des Herrn von Kempelen, nebst einer Abbildung und Beschreibung seiner Sprachmachine (Sur le joueur d'échecs de M. von Kempelen, avec une illustration et une description de sa machine), contenant des illustrations sur la manière dont il pense que la machine opère. Le Turc part ensuite pour Amsterdam, puis Kempelen accepte une invitation du roi Frédéric II de Prusse au palais de Sanssouci. Selon les contemporains, le roi apprécie tant le Turc mécanique qu'il offre à Kempelen une forte somme d'argent en échange de ses secrets. Il ne les divulguera jamais ; les contemporains disent qu'il est déçu par les révélations de Kempelen. Cette histoire est sujette à controverse : il n'y a aucune preuve que le Turc mécanique ait été présenté devant Frédéric II et cette rencontre n'est mentionnée qu'au début du XIXe siècle, où on affirme aussi que le Turc aurait joué contre George III du Royaume-Uni, ce qui est faux. Il est plus probable que le Turc mécanique reste en semi-abandon au château de Schönbrunn pendant une vingtaine d'années, même si Kempelen tente sans succès de le vendre pendant les dernières années de sa vie. Kempelen meurt le 26 mars 1804, à l'âge de 70 ans.

### Acquisition par Johann Mælzel
Après la mort de Kempelen en 1804, le Turc mécanique reste quelque temps sans être exposé, jusqu'à ce que le fils de Kempelen le vende à Johann Mælzel, un musicien bavarois intéressé par les machines et la mécanique. Mælzel, qui a également déposé un brevet sur une variante du métronome, a tenté d'acquérir le Turc avant la mort de Kempelen. Cette tentative avait échoué car Kempelen en demandait 20 000 francs, une somme trop élevée pour Mælzel ; il achète l'automate au fils de Kempelen pour la moitié de cette somme.
Après l'achat, Mælzel en apprend les secrets et le restaure pour le remettre en bon état de marche. Il a pour objectif de rendre encore plus difficile l'explication des secrets du fonctionnement du Turc. L'automate fait de nouvelles apparitions, en particulier dans une partie contre Napoléon Bonaparte.

D'autres adversaires illustres du Turc
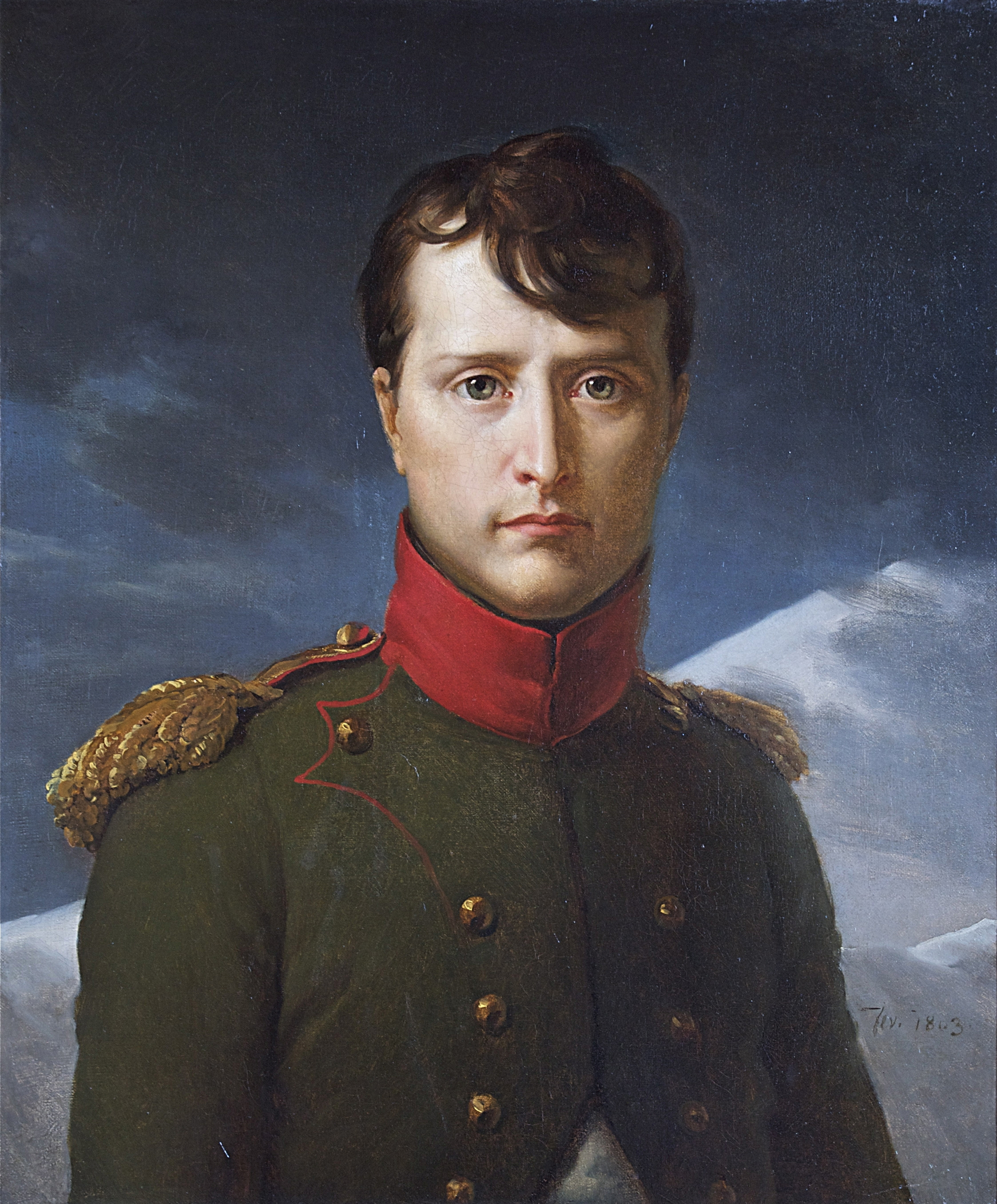
Napoléon Ier, empereur des Français.
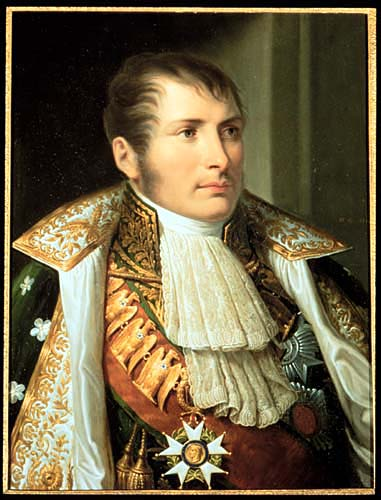
Eugène de Beauharnais, vice-roi d'Italie, un temps propriétaire de l'automate.
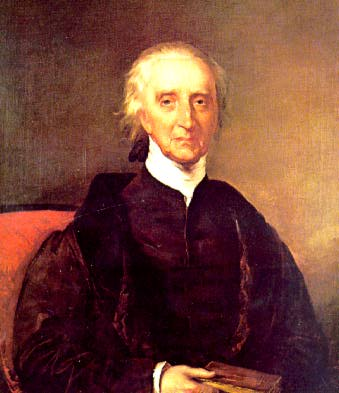
Charles Carroll, sénateur des États-Unis.
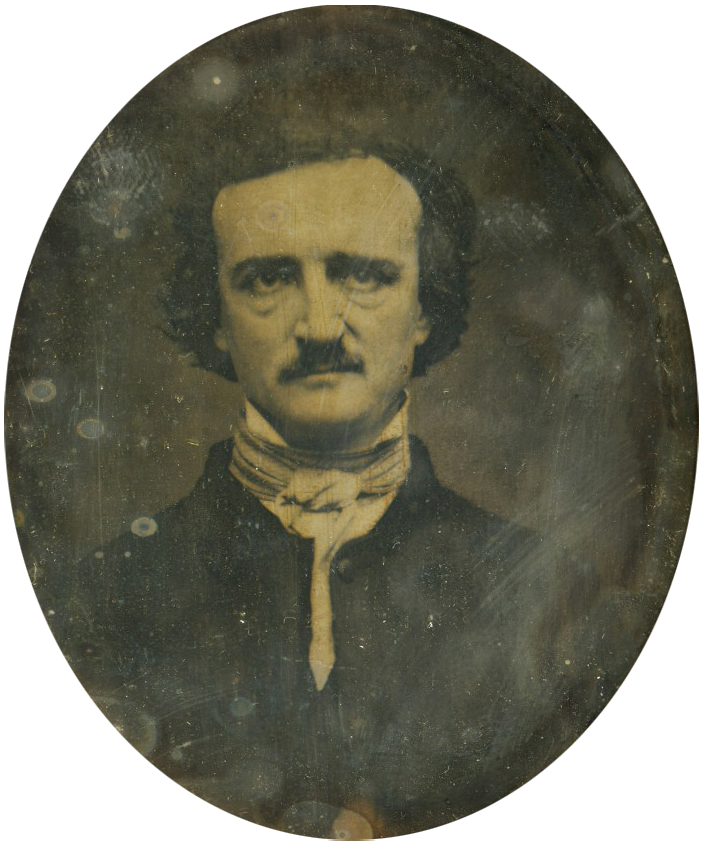
Edgar Allan Poe, écrivain américain.
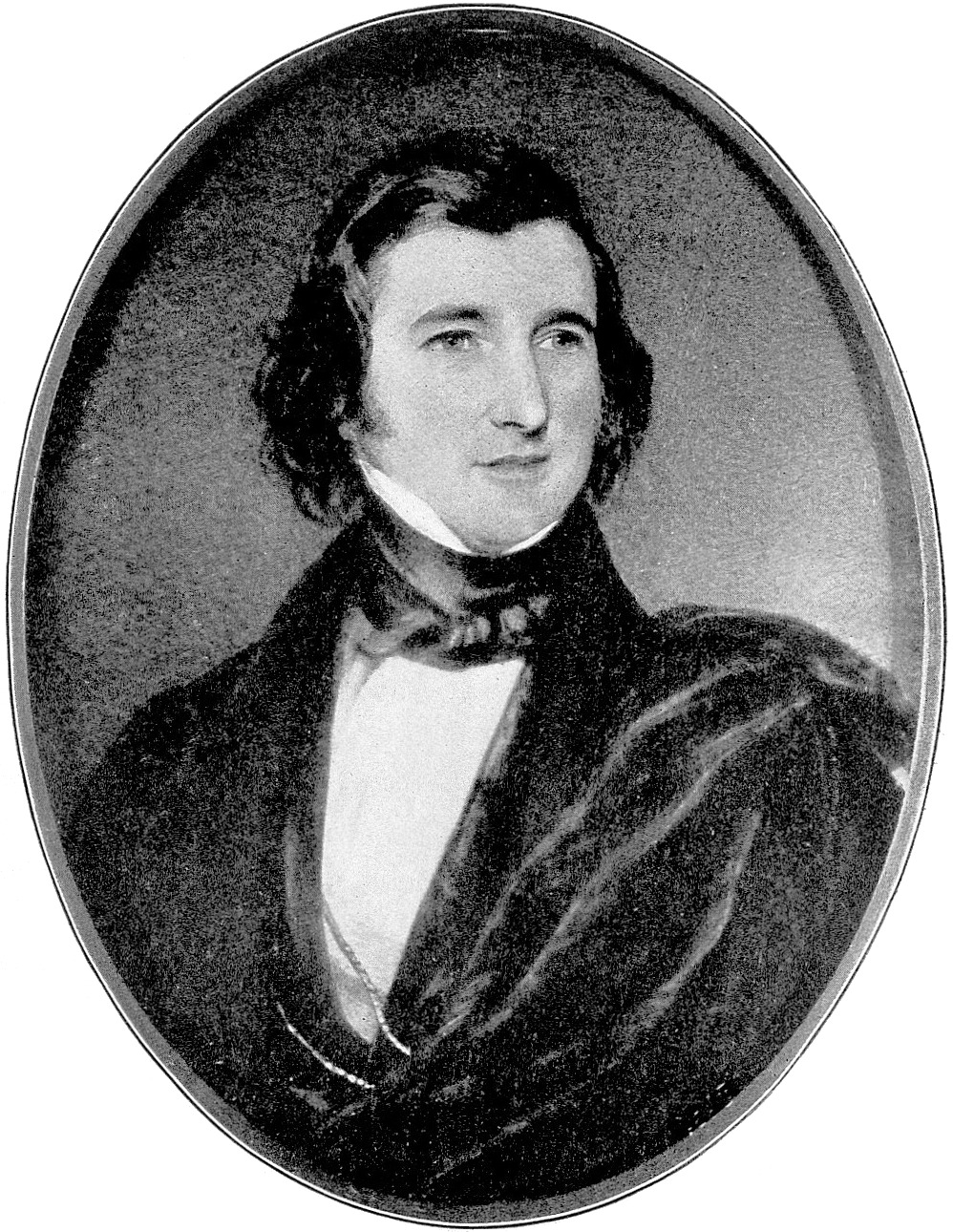
John Kearsley Mitchell, médecin et écrivain américain.

En 1809, Napoléon se présente au château de Schönbrunn pour jouer contre le Turc mécanique. Selon les témoins, Mælzel s'occupe personnellement de la préparation de la machine avant la partie, et le Turc (contrôlé à l'époque par le joueur d'échecs Johann Baptist Allgaier) salue Napoléon avant la partie. Les détails de cette partie sont relatés dans de nombreux témoignages, dont beaucoup sont contradictoires. Selon Bradley Ewart, Napoléon joue à une table séparée entourée d'un cordon et ne s'approche pas du Turc mécanique. Mælzel va d'une table à l'autre pour déplacer les pièces de chaque adversaire devant les spectateurs. Napoléon tente de prendre le Turc par surprise en jouant en premier alors que le Turc joue toujours en premier ; Mælzel laisse la partie continuer. Napoléon tente ensuite un coup illégal. Le Turc mécanique le remarque, remet la pièce en place et continue de jouer. Napoléon tente à nouveau un coup illégal, et cette fois le Turc retire complètement la pièce jouée du jeu et continue la partie. Lorsque Napoléon tente un troisième coup illégal, le Turc renverse toutes les pièces de l'échiquier. Selon cette version, Napoléon est amusé par la situation et demande à jouer une partie normale, dans laquelle il joue dix-neuf coups avant de renverser son roi en signe d'abandon. Selon d'autres versions de l'histoire, Napoléon, mécontent d'avoir perdu contre la machine, demande à rejouer. Il joue une partie avec un aimant sur l'échiquier, puis une autre en faisant cacher la tête et le corps du Turc par un châle pour essayer de l'empêcher de voir.

Cette partie est relatée dans l'épisode Le Joueur d'échecs de la série télévisée, Les Évasions célèbres.
En 1811, Mælzel apporte le Turc mécanique à Milan pour le faire jouer contre Eugène de Beauharnais qui est à l'époque vice-roi d'Italie. Eugène de Beauharnais apprécie tant l'automate qu'il demande à l'acheter. Après de longues négociations, il obtient le Turc mécanique pour 30 000 francs et le garde pendant quatre ans. En 1815, Mælzel rencontre à nouveau Eugène de Beauharnais à Munich et demande à racheter le Turc. Ce rachat est raconté sous deux versions. Les deux se terminent par un accord et  diffèrent quant à la personne qui est officiellement propriétaire du Turc après cet accord. L'une de ces versions apparaît dans Le Palamède. Mælzel retourne à Paris où il montre aussi sa « Conflagration de Moscou ».

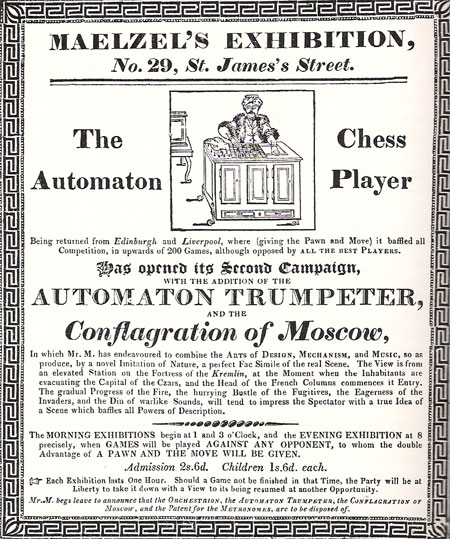
Publicité pour l'exposition du Turc mécanique par Mælzel à Londres.

Dans la capitale française, le Turc rencontre beaucoup des plus grands joueurs d'échecs au Café de la Régence. Mælzel reste en France avec lui jusqu'en 1818, puis il se rend à Londres et donne de nombreux spectacles avec son Turc et d'autres automates. Très apprécié par la presse londonienne, il continue d'améliorer la machine et lui ajoute notamment une boîte vocale, lui permettant de dire « Échec ! » quand il met le roi adverse en échec.
En 1819, Mælzel fait de nouveau jouer le Turc mécanique au Royaume-Uni. Il ajoute des innovations, comme donner le premier coup à l'adversaire et éliminer un pion situé devant le fou du côté du roi. Ce handicap relance l'intérêt pour le Turc mécanique, et donne naissance à un livre de W. J. Hunneman détaillant les parties jouées avec ce handicap. Malgré ce handicap, le Turc (contrôlé par le joueur d'échecs français Jacques-François Mouret) remporte quarante-cinq victoires contre seulement trois défaites et deux nulles.

### Mælzel en Amérique
Les apparitions du Turc mécanique rapportant de l'argent à Mælzel, celui-ci décide de l'emmener avec ses autres machines aux États-Unis. En 1826, il commence une exposition à New York qui gagne lentement en popularité, donnant lieu à une abondante couverture de presse, mais aussi à des menaces anonymes de révéler le secret de l'automate. Mælzel doit alors trouver un bon opérateur pour la machine. Il rappelle un ancien complice, l'Alsacien William Schlumberger, et lui demande de venir en Amérique. Mælzel lui fournit l'argent nécessaire à son voyage.
Après l'arrivée de Schlumberger, le Turc mécanique se produit à Boston, Mælzel ayant répandu le bruit que les joueurs de New York ne tiennent pas une partie complète et que ceux de Boston sont de meilleurs adversaires pour le Turc. Le succès dure plusieurs semaines, puis l'exposition s'installe à Philadelphie pour trois mois. Ensuite le Turc mécanique est exposé à Baltimore, où il joue contre de nombreux adversaires, dont Charles Carroll de Carrollton, un des signataires de la Déclaration d'indépendance des États-Unis, qui gagne contre le Turc. Lors de l'exposition à Baltimore, Mælzel apprend que deux frères ont construit une machine baptisée le « Joueur d'échecs Walker ». Après avoir vu la machine, il tente en vain de l'acquérir ; le nouvel automate fait une tournée pendant quelques années, sans connaître le succès du Turc mécanique, et tombe dans l'oubli.
Mælzel continue ses expositions aux États-Unis jusqu'en 1828, puis repart visiter l'Europe avant de revenir en 1829. Dans les années 1830, il reprend ses tournées aux États-Unis en allant jusqu'au Mississippi, et en visitant aussi le Canada. À Richmond en Virginie, le Turc mécanique est remarqué par Edgar Allan Poe, qui écrit à l'époque pour le journal Southern Literary Messenger. Poe publie un essai intitulé Le Joueur d'échecs de Mælzel  en avril 1836. C'est le texte le plus célèbre qui ait été écrit sur le Turc mécanique, même si beaucoup d'hypothèses élaborées par Poe sont incorrectes (comme le fait qu'un automate joueur d'échecs doit toujours gagner).
Mælzel emmène ensuite le Turc mécanique en tournée à La Havane, à Cuba. Schlumberger meurt sur place de la fièvre jaune, laissant le Turc sans opérateur. Abattu, Mælzel rentre en Europe en bateau ; il meurt pendant la traversée en 1838, à l'âge de 66 ans. Ses automates sont alors confiés à la garde du capitaine du bateau,.

### Les dernières années
Lorsque le bateau arrive en Europe, les automates de Mælzel, dont le Turc mécanique, sont récupérés par un ami de Mælzel, l'homme d'affaires John Ohl. Celui-ci veut vendre le Turc aux enchères ; les prix étant trop bas, il le rachète pour 400 dollars. Le docteur John Kearsley Mitchell, médecin d'Edgar Allan Poe et admirateur du Turc mécanique, le rachète à Ohl. Il forme alors un club pour restaurer l'automate et l'exposer à nouveau au public. La restauration se termine en 1840.
Mitchell et son club font don de la machine au Peale Museum créé par Charles Willson Peale. Le Turc mécanique continue d'y donner occasionnellement des représentations. Il est relégué au fond du musée et oublié. Le 5 juillet 1854, un incendie éclate au Théâtre national de Philadelphie et atteint le musée Peale, détruisant une partie de ses collections dont le Turc mécanique. Mitchell pense avoir entendu « au milieu des flammes (…) les derniers mots de notre ami disparu, les syllabes répétées sévèrement, encore et encore : échec ! échec !! ».

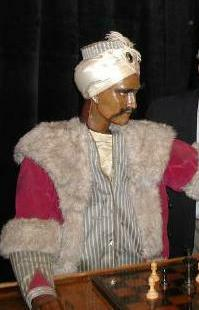
Reconstruction moderne du Turc par John Gaughan.

À partir de 1984, John Gaughan, un fabricant de matériel pour magiciens de Los Angeles, passe cinq ans et dépense 120 000 dollars pour construire une réplique de l'automate de Kempelen. Celui-ci utilise l'échiquier original, qui avait été stocké à part, et qui a donc échappé aux flammes lors de l'incendie de 1854. La première exposition publique du Turc de Gaughan a lieu en 1989 lors d'une conférence sur l'histoire de la magie. Sa présentation est très proche de celle de l'original. Au lieu d'un opérateur humain, la machine est dirigée par un ordinateur utilisant un programme d'échecs.

## Le secret du Turc mécanique
De nombreux livres et articles sont écrits sur le Turc mécanique dès ses premières expositions, tentant de décrire son fonctionnement. Beaucoup sont imprécis ou font des déductions incorrectes de l'observation extérieure de l'automate. En 1827, le journal du Franklin Institute réimprime l'un de ces articles.
Ce n'est que lors de la publication d'une série d'articles par Silas Mitchell dans le Chess Monthly que le secret est entièrement révélé. Silas Mitchell, fils du dernier propriétaire du Turc John Kearsley Mitchell, écrit qu'« aucun secret n'a été aussi bien caché que celui du Turc. Deviné en partie de nombreuses fois, mais aucune des nombreuses explications (...) n'a jamais résolu cette amusante devinette ». Comme l'automate a déjà été détruit dans l'incendie du musée Peale lors de la publication de ces articles, Silas Mitchell estime qu'il n'y a « plus de raisons de cacher aux amateurs d'échecs la solution de cette ancienne énigme ».
La plus grande bibliographie sur Mælzel et sur le Turc mécanique est présentée dans Containing the Proceedings of that celebrated Assemblage, held in New York, in the Year 1857 publié par Daniel Willard Fiske.
En 1859, une lettre publiée dans le journal Philadelphia Sunday Dispatch par William F. Kunner, qui travaillait pour John Mitchell, révèle une autre partie du secret, concernant la bougie qui éclaire l'intérieur de l'automate. Elle est reliée à une série de tubes conduisant jusqu'au turban du Turc pour la ventilation, et la fumée sortant alors du turban est dissimulée par la fumée des autres candélabres se trouvant dans la pièce où le Turc mécanique joue.
Plus tard en 1859, un article non signé publié dans Littel's Living Age prétend faire raconter l'histoire du Turc par le magicien français Jean-Eugène Robert-Houdin. Il contient cependant de nombreuses erreurs de dates et invente un opérateur, ancien officier polonais amputé des deux jambes, sauvé par Kempelen et ramené en cachette en Russie dans l'automate.
Il n'y a plus d'autres articles sur le Turc mécanique avant 1899, quand l’American Chess Magazine (en) publie le récit de la partie du Turc contre Napoléon Bonaparte. Le récit reprend en grande partie les témoignages précédents et il n'y a pas d'autre récit substantiel avant 1947, quand le Chess Review (en) publie des articles de Kenneth Harkness et Jack Straley Battall, contenant une histoire et une description complètes du Turc mécanique, avec des schémas synthétisant les informations des publications précédentes. Un article d'Ernest Wittenberg paru dans le magazine American Heritage en 1960 contient de nouveaux schémas sur la position de l'opérateur à l'intérieur du meuble.
Le secret a longtemps été gardé du public (environ un siècle), en étant toutefois partagé par de nombreuses personnes : une quinzaine de joueurs et les présentateurs. Ces nombres sont cohérents avec le modèle statistique de David Robert Grimes qui indique qu'une conspiration ne peut réussir que si elle est connue d'un petit nombre d'agents.
Dans A Short History of Chess d'Henry A. Davidson en 1945, l'accent est mis sur l'essai d'Edgar Allan Poe (écrit en 1836), qui se trompe en disant que le joueur était dissimulé dans le mannequin du Turc et non pas dans un siège mobile à l'intérieur du meuble. Une erreur similaire apparaît en 1978 dans le livre The Machine Plays Chess d'Alex G. Bell, qui affirme à tort que « l'opérateur était un jeune garçon (ou un adulte de très petite taille) qui suivait les instructions d'un joueur d'échecs caché ailleurs sur la scène ou dans la salle (...) ».
D'autres livres sur le Turc mécanique sont publiés à la fin du XXe siècle. Avec celui de Bell, le livre The Great Chess Automaton de Charles Michael Caroll publié en 1975 se base plus particulièrement sur les études du Turc. En 1980, Chess: Man vs. Machine de Bradley Ewart traite du Turc mécanique et d'autres automates joueurs d'échecs.
Lors de la création de Deep Blue, l'ordinateur d'IBM capable de jouer contre les meilleurs joueurs d'échecs, l'intérêt pour les automates joueurs d'échecs revient et deux autres livres sont publiés sur le sujet : The Turk: Chess Automaton de Gerald M. Levitt en 2000, et The Turk: The Life and Times of the Famous Eighteenth-Century Chess-Playing Machine de Tom Standage en 2002. Le Turc mécanique est comparé à Deep Blue dans un documentaire en 2003 : Game Over: Kasparov and the Machine.

## Dans la culture populaire

### Imitations

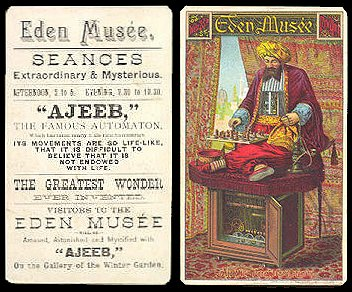
Affiche pour une exposition d'Ajeeb.

Le succès du Turc mécanique et le mystère de son fonctionnement inspirent plusieurs imitations, dont Ajeeb alias « l'Égyptien », un automate construit par l'Américain Charles Hopper qui joue contre le président Grover Cleveland en 1885, ou Mephisto, « plus fameuse » machine autoproclamée, dont on sait peu de choses,.
Le « Joueur d'échecs américain » est la première imitation du Turc, créée pendant le séjour de Mælzel à Baltimore, par les frères Walker. Il fait ses débuts en mai 1827 à New York. En voyant la machine, Mælzel tente de l'acheter pour 1 000 dollars aux frères Walker et de leur proposer du travail : ils déclinent l'offre. Leur automate n'a pas le même succès que le Turc mécanique et ils doivent abandonner quelques années plus tard.
El Ajedrecista (littéralement « le joueur d'échecs » en espagnol) est construit en 1912 par Leonardo Torres Quevedo et présenté à la foire de Paris en 1914. Il s'agit du premier automate joueur d'échecs sans opérateur humain, capable de jouer des fins de partie roi et tour contre roi seul, en utilisant des électro-aimants. Il peut être considéré comme le précurseur des ordinateurs joueurs d'échecs comme Deep Blue.

### Autres machines
Le Turc mécanique est observé à Londres par le révérend Edmond Cartwright en 1784. Cartwright est très intrigué par l'automate et se pose alors la question de savoir si « c'est plus difficile de construire une machine qui tisse qu'une machine qui joue toutes les sortes de mouvements nécessaires à ce jeu compliqué ». Dans la même année, il dépose un brevet pour un métier à tisser mécanique. L'inventeur Charles Wheatstone assiste à une autre représentation du Turc, à l'époque de Mælzel, ainsi que les machines parlantes de Mælzel ; plus tard, Mælzel fait une démonstration de ses machines parlantes à un chercheur et son fils. Alexander Graham Bell se procure un livre de Kempelen sur les machines parlantes après avoir vu une machine similaire construite par Wheatstone, ce qui l'amène à créer le téléphone.

### Théâtre
La pièce The Automaton Chess Player est présentée à New York en 1845. La publicité et un article du journal The Illustrated London News affirment que le Turc mécanique original de Kempelen est utilisé dans la pièce ; il s'agit d'une copie créée par J. Walker, un des créateurs du « Joueur d'échecs Walker ».
En 2014, la pièce Le Cercle des illusionnistes reprend la thèse du Turc mécanique commandé par un opérateur polonais amputé des deux jambes, censée avoir été racontée par Jean-Eugène Robert-Houdin.

### Cinéma et télévision
En 1927, le film muet Le Joueur d'échecs de Raymond Bernard mélange des éléments de la vraie histoire du Turc mécanique avec un scénario d'aventures situé lors du premier des partages de la Pologne, en 1772. Dans le film, le « baron von Kempelen » est un noble de Vilnius qui construit des automates pour se distraire. Il aide un jeune nationaliste polonais à fuir l'occupation russe ; le jeune homme, qui est également un joueur d'échecs d'exception, se cache dans un automate joueur d'échecs inspiré du Turc mécanique. Alors qu'ils sont sur le point de passer la frontière, le Baron et son automate sont appelés à Saint-Pétersbourg par l'impératrice Catherine II de Russie. Dans une scène inspirée de l'incident avec Napoléon Bonaparte, Catherine II essaie de tricher contre le Turc, qui réagit en faisant tomber toutes les pièces de l'échiquier.
Un épisode de la série Doctor Who, La Cheminée des temps, écrit par Steven Moffat en 2006, met en scène des robots mécaniques inspirés du Turc. Le concept du Turc est réutilisé par Moffat dans l'épisode Le Cyberplanificateur, où les échecs jouent un rôle important.
Un ordinateur joueur d'échecs doté d'une intelligence artificielle extrêmement évoluée, nommé le Turc (The Turk), est au centre de la série Terminator : Les Chroniques de Sarah Connor, ; il est mentionné à partir du troisième épisode de la série.

### Romans
Le Turc mécanique a inspiré des œuvres littéraires de fiction. En 1849, Edgar Allan Poe publie une nouvelle intitulée Von Kempelen and His Discovery. En 1909, Ambrose Bierce publie Moxon's Master, une nouvelle d'horreur sur un automate joueur d'échecs ressemblant au Turc mécanique. En 1938, John Dickson Carr publie The Crooked Hinge (Le Naufragé du Titanic, en français), une énigme en chambre close qui fait partie des enquêtes de Gideon Fell. Parmi les mystères évoqués dans l'histoire, on trouve celui d'un automate joueur d'échecs dont les personnages n'arrivent pas à expliquer le fonctionnement. Le Turc mécanique est au centre de l'intrigue dans L’Âme de Elsa Triolet, roman publié en 1963 (troisième et dernier volet de "L'Âge de nylon"). Une nouvelle de science-fiction de Gene Wolfe, The Marvellous Brass Chessplaying Automaton, publiée en 1977, présente également une machine très similaire au Turc.
En 1980, l'écrivain polonais Waldemar Łysiak publie son roman Szachista (traduit en français par Roger Legras sous le titre Échec à l'Empereur), qui raconte une tentative d'enlèvement de Napoléon à l'aide du Turc mécanique et d'un sosie.
En 2004, le roman court L'Automate de Nuremberg de l'écrivain français Thomas Day a pour personnage principal un automate dont la fonction principale est de jouer aux échecs.
En 2007, F. Gwynplaine MacIntyre reconstitue dans The Clockwork Horror la rencontre entre Mælzel et Edgar Allan Poe, et à partir d'articles de l'époque dans un journal de Richmond, établit précisément le lieu et la date de cette rencontre. Dans un livre de 2005, Der Schachautomat, Robert Löhr raconte une histoire romancée du Turc mécanique, contrôlé par un nain joueur d'échecs. En 2013, le romancier Jean-François Parot confronte le Turc mécanique à Nicolas Le Floch, personnage principal de son roman L'Année du Volcan.

### Philosophie
En 1940, Walter Benjamin fait référence au Turc mécanique dans ses Thèses sur le concept d’histoire :

« On raconte l'histoire d'un automate conçu de telle manière qu'il pouvait jouer et gagner une partie d'échecs, répondant à chaque mouvement de son adversaire par un contre-mouvement. Un pantin en habits turcs avec une pipe à la bouche était assis devant un échiquier placé sur une grande table. Un jeu de miroirs donnait l'illusion que cette table était transparente de tous les côtés. En réalité, un petit bossu qui était aussi un joueur d'échecs accompli s'asseyait à l'intérieur et guidait la main du pantin grâce à des ficelles. On peut imaginer un équivalent philosophique à cette machine. Le pantin appelé matérialisme historique doit gagner tout le temps. Il représente un défi facile pour n'importe qui s'il s'adjoint les services de la théologie, qui, comme nous le savons, est flétrie de nos jours et doit se cacher. »

### Internet
Faire un Turc Mécanique (également appelé Magicien d'Oz) consiste à faire croire à un utilisateur qu'un processus est réalisé par un algorithme de manière automatique alors qu'en réalité il est fait par un humain de manière manuelle. Ce procédé est commun dans le développement d'entreprises tech qui font temporairement à la main ce que devraient réaliser les programmes informatiques qu'ils développent (Fake it till you make it (en)). S'il est vu comme temporaire dans l'attente d'une automatisation, ce procédé est source d'apprentissage et permet de compléter la conception de solutions logicielles.
En 2005, Amazon.com lance un programme appelé Amazon Mechanical Turk, une application web dite de crowdsourcing qui vise à faire effectuer par des humains contre rémunération des tâches plus ou moins complexes. Les tâches en question doivent être dématérialisées ; il s'agit donc souvent d'analyser ou de produire de l'information dans des domaines où l'intelligence artificielle est encore trop peu performante comme l'analyse du contenu d'images. De nombreuses entreprises se sont spécialisées dans la production de ces données, utilisant de la main d'œuvre rémunérée à la tâche à des tarifs très faibles, permettant ainsi à de nombreuses personnes dans le monde d'obtenir un revenu ou un complément de revenu par la réalisation de tâches simples et répétitives. Le nom Mechanical Turk est ainsi directement inspiré du canular historique, et assumé comme tel par Amazon. Mais dans son cas, le fait que ce soient des humains qui réalisent les tâches et non des automates, est explicite.